# Arunima Sinha
Arunima Sinha (Ambedkar Nagar, Uttar Pradesh; 20 de julio de 1989) es una alpinista y deportista india. Es la primera mujer amputada del mundo en escalar algunas de las grandes cumbres a nivel internacional y en distintos continentes: Everest (Asia), Kilimanjaro (África), Elbrus (Europa), Kosciuszko (Australia), Aconcagua (Sudamérica), Denali (Norteamérica) y Vinson (Antártida). Además, ha sido siete veces jugadora de voleibol en la India. En 2011, unos ladrones la empujaron de un tren en marcha mientras se resistía a ellos, lo que le provocó varillas clavadas en la pierna izquierda y múltiples fracturas de la médula espinal.
En 2015, el Gobierno de la India la honró con el Premio Padma Shri, el cuarto galardón civil más importante de la India.

## Primeros años
Arunima Sinha nació en Ambedkar Nagar, cerca de la ciudad de Lucknow, en el estado de Uttar Pradesh. Su padre pertenecía al ejército indio y su madre era supervisora en el departamento de sanidad. Tenía una hermana mayor y un hermano menor. Tras la muerte de su padre, su madre intentó hacerse cargo de su familia.
A Arunima le gustaba el fútbol y también era jugadora nacional de voleibol. Quería alistarse en las fuerzas paramilitares. Recibió una carta de llamada del CISF y sufrió un accidente que le cambió la vida cuando viajaba a Delhi. Unos ladrones le arrebataron el bolso y la empujaron fuera del tren en marcha. Cayó a la vía y no pudo moverse debido a las graves heridas. Un tren que venía del lado opuesto le arrolló la pierna por debajo de la rodilla. Los vecinos la llevaron al hospital.

## Incidente del tren
Sinha subió al tren Padmavati Express en Lucknow con destino a Delhi el 12 de abril de 2011, para presentarse a un examen de ingreso en la CISF. Fue empujada fuera de un vagón general del tren por unos gamberros que querían arrebatarle el bolso y la cadena de oro para obtener favores personales. Relatando el incidente, dijo:

Me resistí y me empujaron fuera del tren. No podía moverme. Recuerdo que vi un tren que venía hacia mí. Intenté levantarme. Para entonces, el tren me había pasado por encima de la pierna. No recuerdo nada después de eso.

Inmediatamente, al caer sobre la vía férrea, otro tren que circulaba por una vía paralela le aplastó la pierna por debajo de la rodilla. Fue trasladada al hospital con graves lesiones en la pierna y la pelvis, y perdió la pierna después de que los médicos se la amputaran para salvarle la vida.
El Ministerio de Deportes indio le ofreció una indemnización de 25 000 rupias (unos 310 dólares al cambio). Tras la indignación nacional, el Secretario de Estado de Juventud y Deportes, Ajay Maken, anunció una indemnización adicional de 200 000 rupias (más de 2 500 dólares) en concepto de ayuda médica, junto con una recomendación para un puesto en la CISF. Indial Railways también le ofrecieron un puesto de trabajo.
El 18 de abril de 2011, fue trasladada al Instituto Panindio de Ciencias Médicas para recibir tratamiento, donde pasó cuatro meses. Una empresa privada india con sede en Delhi le proporcionó gratuitamente una prótesis de pierna.
La investigación policial del incidente puso en duda su versión del accidente. Según la policía, Arunima intentó suicidarse o sufrió un accidente al cruzar las vías del tren. Arunima afirmó que la policía mentía. En contra de las afirmaciones de la policía, el tribunal superior de Allahabad, con sede en Lucknow, ordenó a Ferrocarriles Indios pagar una indemnización de 500 000 rupias (6 300 dólares) a Arunima Sinha.

## Viaje al Everest

### Planificación y entrenamiento
Mientras recibía tratamiento en el Instituto Panindio de Ciencias Médicas, decidió escalar el Everest. El jugador de críquet Yuvraj Singh (que había superado el cáncer) y otros programas de televisión la inspiraron para "hacer algo" con su vida. Destacó en el curso básico de montañismo del Instituto Nehru de Montañismo, en Uttarkashi, y su madre la animó a escalar el Everest, hazaña que realizó con una pierna ortopédica, que consiguió recaudando fondos con la ayuda de un swami de la Misión Ramakrishna de Vadodara.
En 2011 se puso en contacto con Bachendri Pal, la primera mujer india en escalar el Everest. Cuando conoció a Pal y Arunima le contó su historia, Bachendri Pal le dijo a Arunima: "Hija mía, decidiste escalar el Everest en estas situaciones con una pierna protésica (artificial). Has escalado y alcanzado el Everest, hija mía, ahora sólo falta que el mundo sepa la fecha".
A continuación, Arunima se apuntó a un curso básico de montañismo en el Instituto Nehru de Montañismo y TATA Steel Adventure (TSAF) de Uttarkashi (India), y su hermano mayor, Omprakash, la animó a escalar el Everest.
Sinha escaló el Imja Tse (6 150 metros) en 2012 como preparación para su ascenso al Everest.
Sinha y Susan Mahout, instructora de la USAF, que habían escalado juntas el monte Chaser Sangria (6 622 metros) en 2012 bajo la dirección de Hendrick Pal, iniciaron su ascenso al Everest.
Tras un duro esfuerzo de 17 horas, Sinha alcanzó la cima del Everest a las 10:55 horas del 21 de mayo de 2013, como parte de la Expedición Eco Everest patrocinada por el Grupo Tata, convirtiéndose en la primera mujer amputada en escalar el Everest. Tardó 52 días en llegar a la cima. Escribió un pequeño mensaje de agradecimiento al Todopoderoso en un paño envuelto y lo prensó en la nieve. Relatando el incidente, dijo.

Fue mi tributo a Shankara Bhagawan y a Swami Vivekananda, que ha sido una inspiración durante toda mi vida".

### Tras escalar el Everest
El entonces ministro principal de Uttar Pradesh, Akhilesh Yadav, rindió homenaje a Arunima Sinha y le entregó dos cheques por valor de 25 rupias en un acto organizado en su residencia de Lucknow. Se trataba de un cheque de 20 lakh del gobierno estatal y otro de 5 lakh en nombre del partido BJP. El Ministro Principal dijo que Sinha había hecho historia por su esfuerzo y determinación al escalar el Everest. Jitendra Singh la felicitó por su hazaña.
Arunima Sinha se dedica ahora al bienestar social y quiere abrir una academia deportiva gratuita para personas pobres y discapacitadas. Está donando todas las ayudas económicas que obtiene a través de premios y seminarios para la misma causa.
En 2014 escribió el libro Born Again on The Mountain.
En 2015 fue galardonada con el Premio Padma Shri, el cuarto premio civil más importante de la India y con el premio Tenzing Norgay de alpinismo más importante de la India, al igual que el premio Arjun.

## Viaje a la Antártida
Tras escalar el Everest, su siguiente objetivo era escalar los siete picos más altos de los siete continentes. El 4 de enero de 2019, escaló el séptimo pico en la Antártida y se convirtió en la primera mujer amputada del mundo en escalar el macizo Vinson.